# Plataforma cooperativa
Una plataforma cooperativa es una empresa de propiedad cooperativa y gobernada democráticamente que establece un mercado de dos lados a través de una plataforma digital y utiliza un sitio web, una aplicación móvil o un protocolo para facilitar la venta de bienes y servicios. Las cooperativas de plataforma son una alternativa a las plataformas financiadas por capital de riesgo en la medida en que son propiedad y están gobernadas por quienes más dependen de ellas: trabajadores, usuarios y otras partes interesadas relevantes. 
El cooperativismo de plataforma es un marco intelectual y un movimiento que aboga por el desarrollo global de las cooperativas de plataforma. Sus defensores se oponen a la afirmación tecno-solucionista de que la tecnología es, por defecto, la respuesta a todos los problemas sociales.   Más bien, los defensores del movimiento afirman que los compromisos éticos, como la construcción de los bienes comunes globales, el apoyo a las uniones inventivas y la promoción de la sostenibilidad ecológica y social, así como la justicia social, son necesarios para dar forma a una economía social equitativa y justa.  El cooperativismo de plataforma aboga por la coexistencia de modelos de negocio de propiedad cooperativa y modelos tradicionales y extractivos con el objetivo de un panorama laboral digital más diversificado que respete las condiciones de trabajo justas. 

## Tipología
Si bien no existe una tipología comúnmente aceptada de las cooperativas de plataformas, los investigadores a menudo clasifican las cooperativas de plataformas por industria. Algunas categorías potenciales incluyen: transporte, trabajo a pedido, periodismo, música, proyectos creativos, banco de tiempo, películas, atención médica a domicilio, fotografía, cooperativas de datos, mercados. Otras tipologías diferencian a las cooperativas de plataforma por sus estructuras de gobierno o propiedad. 
Las cooperativas de plataforma son un modelo de negocio que difiere del capitalismo de plataforma, priorizando la equidad y el reparto sobre el afán de lucro. Por otro lado, los capitalistas de plataforma, como Airbnb y Uber, son negocios multifacéticos más tradicionales que se centran en las ganancias y los rendimientos para los inversores. También se les puede denominar plataformas capitalistas, mientras que las plataformas cooperativistas priorizan la cooperación y la equidad, además de un motivo de lucro. 
Proyectos como Wikipedia, que dependen del trabajo no remunerado de voluntarios, pueden clasificarse como iniciativas de producción entre pares basadas en el procomún que se distinguen de las cooperativas de plataforma, ya que no emplean el mismo marco institucional y gobernanza. 

### Ejemplos
Muchas cooperativas de plataformas utilizan modelos de negocio similares a las aplicaciones o servicios web más conocidos, pero con una estructura cooperativa. Por ejemplo, existen numerosas aplicaciones de taxis que permiten a los clientes enviar solicitudes de viaje y notificar al conductor más cercano, similar a Uber.
El sitio web de Internet of Ownership incluye un directorio del ecosistema de plataformas cooperativas.
Equal Care Co-op es la primera cooperativa de apoyo y atención social basada en plataformas del Reino Unido.  La plataforma permite a quienes buscan apoyo crear y administrar sus propios equipos, que pueden incluir familiares, amigos y voluntarios, así como trabajadores de apoyo y atención profesionales remunerados. Permite que los equipos de atención trabajen juntos directamente, reemplazando las capas de administración que normalmente controlarían ese apoyo.
Eva es una aplicación de viajes compartidos que ofrece un servicio similar al de Uber, pero en línea con las prioridades de sus miembros cooperativos: más barato para los miembros pasajeros y mejores salarios para los miembros conductores.
Fairbnb.coop es un mercado en línea y un servicio de hospedaje para que las personas arrienden o alquilen alojamiento a corto plazo. Ante todo, también es una comunidad de activistas, codificadores, investigadores y diseñadores que trabajan para crear la plataforma que permita a los anfitriones y huéspedes conectarse para viajes e intercambios culturales, al tiempo que minimiza el costo para las comunidades. Es una alternativa a las plataformas comerciales
Fairmondo es un mercado en línea para bienes y servicios éticos, que se originó en Alemania y se ha expandido al Reino Unido. Unirse como parte interesada está abierto para todos y la participación mínima se limita a una cantidad asequible, y las partes interesadas ejercen un control democrático a través del principio de un miembro, un voto. Es una alternativa cooperativa a Amazon y eBay.
Green Taxi Cooperative es la compañía de taxis más grande en el área metropolitana de Denver. Sus miembros compran en la cooperativa por una tarifa única de membresía de $2000 y luego pagan tarifas que equivalen a una "fracción" de lo que las grandes compañías cobran a los conductores. A pesar de tener una aplicación móvil a través de la cual los pasajeros pueden programar recogidas y, por lo tanto, competir directamente con aplicaciones de transporte como Uber y Lyft, a partir de noviembre de 2016, Green Taxi Cooperative tenía una participación de mercado del 37% en Denver.
Meet.coop es una herramienta de conferencias y reuniones de código abierto.
Loconomics es un mercado en línea y móvil de propiedad de los trabajadores, con sede en EE. UU., que permite a los clientes encontrar trabajo independiente para pequeñas tareas cotidianas, como el cuidado de niños o el cuidado de mascotas. En lugar de cobrar una comisión, unirse como propietario está abierto para todos por una tarifa de propiedad mensual, que también permite a los miembros votar o postularse como candidatos para la junta de ejecutivos de las cooperativas.
Midata es una plataforma en línea de propiedad cooperativa, con sede en Zúrich, que busca servir como un intercambio de datos médicos de los miembros. Mediante una aplicación de código abierto, los miembros pueden compartir de manera segura sus datos médicos con médicos, amigos e investigadores, y se les proporciona acceso a "herramientas de análisis, visualización e interpretación de datos". Los miembros también pueden dar su consentimiento para el uso de sus datos en investigaciones médicas y ensayos clínicos. En un proyecto piloto, los pacientes de cirugía post-bariátrica pueden cargar datos a la plataforma, incluido su peso y recuento diario de pasos diarios, y seguir su propio progreso posterior a la cirugía.
Savvy Cooperative es una cooperativa de información de investigación propiedad de pacientes de múltiples partes interesadas que busca unir a los pacientes con líderes de participación del paciente, empresas de salud digital y líderes de innovación clínica, lo que permite a la industria y a las empresas tecnológicas emergentes realizar fácilmente investigaciones de usuarios con pacientes para garantizar que los productos que salen al mercado estén centrados en el paciente y se centren en las necesidades del paciente. Con la plataforma de Savvy, los pacientes pueden encontrar y solicitar trabajos que coincidan con sus condiciones, obtener un reembolso por su participación y calificar para dividendos en función de su participación en la cooperativa. Savvy es propiedad mayoritaria de pacientes.
Stocksy United es una cooperativa de plataformas con sede en Victoria, Columbia Británica. Es una "colección altamente curada de fotografías y videos libres de regalías. En 2015 Stocksy ganó $ 7.9 millones en ventas, duplicando sus ingresos del año anterior, y pagó un dividendo de $200,000 a sus miembros.
Up & Go es un mercado digital para servicios profesionales a domicilio que permite a los usuarios programar servicios como limpieza de la casa, pasear perros y trabajos manuales con empresas propiedad de los trabajadores que tienen prácticas laborales justas.
Resonate es una transmisión de música cooperativa similar a Spotify.
Collective Tools es un servicio en la nube de propiedad cooperativa que ofrece almacenamiento, comunicación a organizaciones, así como almacenamiento y correo electrónico a particulares.

## Cooperativismo de plataforma
El cooperativismo de plataforma es un marco y movimiento intelectual que aboga por el desarrollo global de las cooperativas de plataforma. Sus defensores objetan la afirmación tecno-solucionista de que la tecnología es, por defecto, la respuesta a todos los problemas sociales. Por el contrario, los defensores del movimiento afirman que los compromisos éticos como la construcción de bienes comunes globales, el apoyo de sindicatos creativos y la promoción de la sostenibilidad ecológica y social, así como la justicia social, son necesarios para formar una economía social equitativa y justa. El cooperativismo de plataforma aboga por la coexistencia de modelos comerciales de propiedad cooperativa y modelos extractivos tradicionales con el objetivo de un panorama laboral digital más diversificado que respete las condiciones de trabajo justas.
El cooperativismo de plataformas se basa en otros intentos de desintermediación digital, incluido el movimiento de producción entre pares, dirigido por Michel Bauwens, Vasilis Kostakis y la Fundación P2P, que aboga por "nuevos tipos de participación democrática y económica" que descansan "sobre la libre participación de socios iguales, comprometidos en la producción de recursos comunes", así como los mecanismos radicalmente distribuidos y no de mercado de producción en red en red promovida por Yochai Benkler. El libro de Marjorie Kelly, Owning Our Future, contribuyó a la distinción entre diseño de propiedad democrática y de extracción en esta discusión.
Se consideran parte del movimiento cooperativista de plataforma aquellos que intentan alentar, desarrollar y mantener su desarrollo.

### Historia del término
El término "cooperativismo de plataforma" fue acuñado por el profesor Trebor Scholz en un artículo de 2014 titulado Platform Cooperativism vs. the Sharing Economy, en el que criticó las plataformas de economía colaborativa y pidió la creación de alternativas cooperativas controladas democráticamente que permitan a los trabajadores intercambiar su trabajo sin la manipulación del intermediario. Poco después, el periodista Nathan Schneider publicó un artículo, Owning Is the New Sharing, que documentó una variedad de proyectos que utilizan modelos cooperativos para el comercio mediado digitalmente, así como modelos de financiación distribuidos en línea que esperaban reemplazar el modelo predominante de capital de riesgo en el sector tecnológico. Más tarde, la abogada Janelle Orsi del Centro de Derecho de Economías Sostenibles, haría un "llamado a las empresas de tecnología en la economía colaborativa para compartir la propiedad y las ganancias con sus usuarios ".
Hay varios otros precursores del cooperativismo de plataforma. En 2012, la federación cooperativa italiana Legacoop promulgó un manifiesto sobre "Cooperative Commons", que pedía que las lecciones del movimiento cooperativo fueran controladas sobre los datos en línea. El mismo año, Mayo Fuster Morell publicó un artículo llamado "horizontes de bienes comunes digitales" en el que señalaba la evolución de la producción entre pares basada en bienes comunes que se fusionaba con las cooperativas y la economía social.
Otros términos similares anteriores sobre nuevas formas de cooperativismo como "cooperativismo abierto" y también estudios sobre cómo el entorno digital abre nuevas posibilidades para la tradición cooperativa son relevantes para el nuevo término cooperativismo de plataforma. 
En 2015, Scholz publicó un manual sobre el cooperativismo de plataformas, Cooperativismo de plataformas: desafiando la economía corporativa compartida, que se publicó en cinco idiomas y ayudó a internacionalizar el concepto. En 2016, publicó Uberworked and Underpaid: How Workers are Disrupting the Digital Economy, que desarrolló aún más el concepto. Juntos, Scholz y Schneider editaron el libro, Ours to Hack and to Own: The Rise of Platform Cooperativism, a New Vision for the Future of Work and a Fairer Internet.

### Crítica de la economía colaborativa
Los defensores del cooperativismo de plataforma afirman que, al garantizar que el valor financiero y social de una plataforma circule entre estos participantes, las cooperativas de plataforma generarán una economía mediada digitalmente más equitativa y justa en contraste con los modelos extractivos de intermediarios corporativos. 
El concepto de cooperativismo de plataforma surgió del discurso en torno al trabajo digital, popular a fines de la década de 2000 y principios de 2010, que criticaba el uso de mercados laborales con mediación digital para evadir las protecciones laborales tradicionales. Los primeros estudios sobre el trabajo digital, utilizando las teorías de los autonomistas italianos, se centraron en el trabajo "libre" o "inmaterial" realizado por los usuarios de las plataformas Web 2.0, mientras que los análisis posteriores sirvieron para criticar a la multitud de trabajadores digitales por medio de intermediarios laborales como Amazon Mechanical Turk y Crowdflower.
En 2014, el discurso laboral digital pasó a la llamada "economía colaborativa", lo que resultó en un aumento de la atención académica y mediática a las prácticas y políticas de los mercados en línea de trabajo, servicios y bienes. Investigadores y defensores laborales argumentaron que plataformas como Uber y TaskRabbit clasificaban injustamente a los trabajadores a tiempo completo como contratistas independientes en lugar de empleados, evitando así las protecciones laborales otorgadas legalmente, como las leyes de salario mínimo y el derecho unirse a un sindicato con el cual participar en negociaciones colectivas, así como diferentes beneficios ofrecidos a los trabajadores con estatus de empleado, incluyendo tiempo libre, seguro de desempleo y atención médica.

## Política pública
El movimiento de cooperativismo de plataforma ha visto una serie de propuestas y éxitos de política global. 

### España
Barcelona tiene una larga tradición de conectar el cooperativismo y la producción colaborativa.
La Comisión de Economía Social y Consumo del Ayuntamiento de Barcelona en 2015 inició un programa sobre cooperativismo de plataformas. El programa incluye la provisión de fondos de contrapartida para apoyar el emprendimiento y "La Communificadora", un curso de capacitación y apoyo al emprendimiento, entre otros.

## Promotores

### Organizaciones
Consorcio de Cooperativismo de Plataforma (PCC)
El Consorcio de Cooperativismo de Plataforma es una organización para el movimiento de cooperativismo de plataforma con sede en The New School en la ciudad de Nueva York. Como una "red global de investigadores, cooperativas de plataformas, desarrolladores de software independientes, artistas, diseñadores, abogados, activistas, medios editoriales y patrocinadores", se dedica a proyectos de investigación, promoción, educación y tecnología. Fue lanzado en noviembre de 2016 con motivo de la conferencia "Construyendo la Internet Cooperativa".
The Internet of Ownership
Internet of Ownership es un sitio web que mantiene un directorio global de cooperativas de plataformas y un calendario de eventos sobre el movimiento de cooperativismo de plataformas. Lo mantienen Nathan Schneider y Devin Balkind.

### Campañas
En septiembre de 2016, Nathan Schneider escribió el artículo "Aquí está mi plan para salvar Twitter: comprámoslo"  en el que preguntó "¿Qué pasaría si los usuarios se unieran y compraran Twitter por sí mismos?" Una vez en manos de los usuarios, sugirió Schneider, Twitter podría convertirse en una plataforma cooperativa. 

## Críticas
Algunos críticos del cooperativismo de plataforma afirman que las cooperativas tendrán problemas para desafiar las plataformas establecidas, financiadas con capital de riesgo. Nick Srnicek escribe que, debido a la naturaleza monopólica de las plataformas, el predominio de los efectos de red y los vastos recursos detrás de estas compañías, incluso si todo ese software se convirtiera en código abierto, una plataforma como Facebook todavía tendría el peso de sus datos existentes, los efectos de la red y los recursos financieros para combatir cualquier llegada cooperativa. Rufus Pollock expresa preocupaciones similares de que las cooperativas de plataformas enfrentarán grandes desafíos para alcanzar una escala adecuada, particularmente dada su incapacidad para recaudar capital tradicional. Además, argumenta que las cooperativas a menudo tienen procesos de toma de decisiones lentos e ineficientes que los obstaculizarán en su capacidad para competir con éxito. Finalmente, señala que existe el riesgo de que las cooperativas de plataformas se vuelvan "malas" y se conviertan en un club exclusivo para sus miembros (por ejemplo, una cooperativa de viajes compartidos podría terminar controlada solo por los conductores que luego explotan a los consumidores). Evgeny Morozov escribe que 
los esfuerzos en el cooperativismo de plataformas valen la pena; ocasionalmente, producen proyectos locales impresionantes y éticos. No hay ninguna razón por la cual una cooperativa de conductores en una ciudad pequeña no pueda construir una aplicación para ayudarlos a vencer a Uber localmente. Pero tampoco hay una buena razón para creer que esta cooperativa local pueda construir un automóvil autónomo: esto requiere una inversión masiva y una infraestructura dedicada para recolectar y analizar todos los datos. Por supuesto, también se pueden crear cooperativas de propiedad de datos, pero es poco probable que escalen hasta el punto de competir con Google o Amazon.
Si bien esto puede ser cierto en ciertos sectores, Arun Sundararajan afirma que "la teoría económica sugiere que las cooperativas de trabajadores son más eficientes que las corporaciones de accionistas cuando no hay una gran diversidad en los niveles de contribución entre los trabajadores, cuando el nivel externo la competencia es baja y cuando no hay necesidad de inversiones frecuentes en respuesta al cambio tecnológico". Utilizando Uber como ejemplo de una plataforma dominante, continúa: "los taxistas, después de todo, ofrecen un servicio más o menos uniforme en una industria con una cantidad limitada de competencia".
En cualquier caso, la posibilidad de que las plataformas dominantes conviertan los flujos de datos que reciben de sus bases de usuarios más grandes en innovaciones tecnológicas que aseguran el mercado sigue siendo un desafío. Por ejemplo, Uber busca utilizar los datos que recopilan actualmente de los conductores que usan su aplicación para automatizar la industria del taxi, eliminando así la necesidad de su fuerza de trabajo y probablemente reduciendo el valor de un viaje por debajo del que puede sobrevivir un trabajador humano. 

### Dificultad para asegurar el capital en la etapa inicial
Aunque Sundararajan cree que hay mercados en los que las cooperativas de plataformas pueden prosperar, encuentra que su principal barrera de entrada es la obtención inicial de fondos, especialmente dada  la necesidad de generar ganancias para los inversionistas interesados. Sin embargo, señala que una serie de modelos alternativos de recaudación de fondos pueden allanar el camino para la entrada generalizada al mercado de las cooperativas de plataforma. Entre los que menciona está Fairshare, un modelo de partes interesadas que diferencia entre fundadores, trabajadores, usuarios e inversores, cada uno con derechos de voto, pagos y permisos distintos para intercambiar acciones en el mercado abierto. Otros modelos que menciona incluyen crowdfunding, inversión filantrópica y "programas de propiedad de acciones para proveedores" que imitan la forma tradicional de propiedad conjunta del "programa de propiedad de acciones para empleados".